# Spiraea pyramidata
Spiraea pyramidata är en rosväxtart som beskrevs av Edward Lee Greene. Spiraea pyramidata ingår i släktet spireor, och familjen rosväxter. Inga underarter finns listade i Catalogue of Life.